# Psevdo-Zaharija Govornik
Psevdo-Zaharija  Govornik  je sodobno  dogovorno ime anonimnega avtorja iz 6. stoletja, ki je okoli leta 569 napisal zgodovino v dvanajstih delih v sirskem jeziku. Zgodovina vsebuje dele sicer izgubljene Cerkvene zgodovine pravega Zaharije Govornika.
Psevdo-Zaharijeva Zgodovina  je najdena v samo enem rokopisu, pisanem na pergamentu, datiranem okoli leta 600, ki ga hrani Britanska knjižnica (dodatek MS 17202). Naslov Zgodovine, kot je prikazan v rokopisu, se glasi  Zvezek zapisov dogodkov, ki so se zgodili v svetu.
Dodatek MS 17202 vsebuje razen Cerkvene zgodovine Zaharije Govornika tudi:
- delo rimskega škofa Silvestra o spreobrnjenju cesarja Konstantina,
- relikviji iz 1. stoletja, ki pripadata Štefanu in Nikodemu,
- zgodbo o čudežih, legendo o Sedem spečih Efežanih,
- prevod pripovedke Jožef in Asenat Mojzesa iz Ingile iz sredine 6. stoletja,
- dve spremni besedili "Jožefu in Asenat"; prvo je napisal anonimni pisec in opisuje, kako so našli starogrški rokopis Asenat; drugo besedilo je napisal sirski prevajalec Mojzes iz Ingile.